# Pot Mountain (Utah)
Der Pot Mountain (früher Dunderburg Butte) ist ein Vulkankegel im Millard County, Utah. Er befindet sich südwestlich der Stadt Delta in der Sevier-Wüste. Mit einer Höhe von 1472 m überragt er die umliegende Ebene um knapp 80 Meter. Er ist Zeugnis eines seit etwa 1,6 Mio. Jahren aktiven Vulkangebietes, des Black-Rock-Desert-Vulkanfelds.
Der Berg besteht aus sich deutlich vom umliegenden Gelände absetzendem, dunklem basalthaltigem Gestein. Kleine Mengen basaltischer Tuffe deuten auf eine Eruption im mittleren Pleistozän hin, als das Gebiet vollständig unter Wasser lag. Der Geologe Grove Karl Gilbert schrieb 1890, der Dunderburg Butte (Pot Mountain) sei der Überrest eines Vulkans. Der Gipfel wurde vor etwa 14.500 Jahren von Wellen des Lake Bonnevilles abgetragen, dessen Seespiegel damals bei etwa 1480 m (Provo Level) lag. Nur einige harte Basaltdykes blieben bestehen.
Weitere Zeugnisse des Vulkanismus in unmittelbarer Umgebung sind der Sunstone Knoll im Nordosten, der Pahvant Butte weiter östlich sowie das 20 km² große Basaltfeld von Deseret im Norden.